# 이브 마이어
이브 마이어(Evelyn Eugene Turner, 1928년 12월 13일 ~ 1977년 3월 27일)는 미국의 배우, 영화 프로듀서, 플레이메이트, 모델, 영화배우, 글래머 모델이다.
로스로데오스 공항에서 사망하였다. 사인은 항공 사고이다.

## 영화
- 스탠더 (2003년)